# ليزيل جونز
ليزيل جونز (Leisel Jones) هي لاعبة أولمبية لرياضة السباحة من أستراليا. شاركت في الأولمبياد الصيفي في 2000–2012، وفازت بما مجموعه 9 ميداليات.

## الميداليات
| ذهب | فضة | برونز | المجموع |
| 3   | 5   | 1     | 9       |

## روابط خارجية
- ليزيل جونز على موقع IMDb (الإنجليزية)
- ليزيل جونز على موقع الاتحاد الدولي للسباحة (الإنجليزية)
- ليزيل جونز على موقع SwimRankings.net (الإنجليزية)
- ليزيل جونز على موقع قاعة مشاهير السباحة العالمية (الإنجليزية)
- ليزيل جونز على موقع اللجنة الأولمبية الدولية (الإنجليزية)
- ليزيل جونز على موقع أوليمبيديا (الإنجليزية)
- ليزيل جونز على موقع اللجنة الأولمبية الأسترالية (الإنجليزية)
- ليزيل جونز على موقع اتحاد ألعاب الكومنولث (مؤرشف) (الإنجليزية)
- ليزيل جونز على موقع دورة ألعاب الكومنولث 2006 (مؤرشف) (الإنجليزية)
- ليزيل جونز على موقع قاعة أستراليا للمشاهير الرياضية (الإنجليزية)